# SETI
SETI (на английски: Search for Extra-Terrestrial Intelligence – търсене на извънземен разум) е общото наименование на различни организации, проекти и разработки, занимаващи се с търсене на интелигентен извънземен живот.

## История
През 1960 астрономът Франк Дрейк от университета Корнел извършва първия съвременен SETI експеримент, наречен проект Ozma. Дрейк използва 25-метровия радиотелескоп, намиращ се в Грийн Банк, Западна Вирджиния за да проучи звездите τ Кит и ε Еридан. В Грийн Банк е проведена и първата SETI конференция през 1961 година. За първа книга в тази нова област се приема „Интелигентен живот във Вселената“ (на английски: Intelligent Life in the Universe), издадена през 1966 година. Нейни автори са Карл Сейгън и руският астроном Йосиф Шкловски.
През 1971 година НАСА спонсорира изследване, разглеждащо търсенето на извънземен живот. Крайният доклад от това изследване предлага построяването на земната повърхност на радиотелескоп с 1500 антени. Цената на проекта се изчислява на 10 милиарда долара. Този проект не е започнат, но самият доклад служи като основа за последвалите разработки в областта.
На 15 август 1977 един реален SETI експеримент придобива известност с така наречения „WOW! сигнал“. Наблюдаващият изследовател забелязва върху разпечатката от компютъра странна поредица от цифри, предполагаща извънземен произход. В своето въодушевление, той написва на ръка върху хартията английското възклицание „WOW!“. Сигналът никога не се повтаря отново, но се счита за най-вероятен кандидат за сигнал с действително извънземен произход.